# 珍妮弗·伊萨科
珍妮弗·伊萨科（義大利語：Jennifer Isacco，1977年2月27日—），意大利女子雪车运动员。她曾代表意大利参加2006年冬季奥林匹克运动会雪车比赛，获得女子双人赛铜牌。